# Chó săn Plott
Chó săn Plott (tiếng Anh: Plott Hound) là một giống chó săn lớn, ban đầu được nuôi để săn heo rừng. Chó săn Plott là một trong những giống chó ít được biết đến nhất ở Hoa Kỳ, mặc dù nó là chó nhà nước của North Carolina. Vào năm 1989, North Carolina General Assembly đã chỉ định chó săn Plott là con chó nhà nước chính thức..
Chó săn Plott lần đầu tiên được đăng ký bởi Câu lạc bộ đăng ký chó thuần chủng Liên bang (UKC) vào năm 1946. Chó săn Plott được công nhận bởi Câu lạc bộ đăng ký chó thuần chủng Mỹ (AKC) vào năm 2006 và được trưng bày tại Westminster Show vào năm 2008.

## Ngoại hình
Chó săn Plott là dòng chó săn cỡ lớn với cơ thể mạnh mẽ và cơ bắp, thân hình của loài chó này vuông vắn và lực lưỡng, phần thân hình tương đối cong và dài, các cặp chân thẳng với cơ bắp chắc nịch, bộ ngực rộng và sâu, phần bụng hóp, hai bắp chân sau to khỏe.
Giống chó săn Plott có đầu thủ lớn, hộp sọ khá bằng phẳng, mõm to dài vừa phải và tương đối vuông vức, môi và mũi có màu đen, đôi mắt khá nhỏ nằm cách xa nhau, hai tai to dài mọc thấp hai bên đầu thường rũ dài xuống tận cổ, chúng có chiếc đuôi dài thường vểnh lên.

### Bộ lông và màu
Loài chó này có bộ lông ngắn sát cơ thể, lông mướt và bóng, màu lông của chúng thường là màu vện, màu đen, có một ít mảng màu trắng xung quanh ngực và bàn chân.

### Kích thước
Chó săn Plott có chiều cao ở các vai là 55–71 cm ở con đực, 53–63 cm ở con cái. Cân nặng con đực là 23–27 kg. Còn con cái là 18–25 kg.

## Tập tính
Chó săn Plott là dòng chó săn thú lớn nên có bản tính rất mạnh mẽ, dũng cảm và tự tin, chúng không bao giờ sợ hãi trước thử thách hay nguy hiểm, bản năng của loài chó săn nên bản chất của chúng khá hoang dã, tuy nhiên chúng rất tình cảm, tận tụy và tuyệt đối trung thành với chủ, loài chó này cũng đối tốt với trẻ nhỏ trong nhà, chúng có thể bảo vệ gia đình và người thân rất tốt, chúng thường cảnh giác với người lạ và những loài vật khác.
Loài chó này cũng khá cởi mở, đôi khi trầm tĩnh, chúng thông minh và rất vâng lời, nên huấn luyện loài chó này từ nhỏ để xã hội hóa bản tính của chúng.

## Điều kiện sống và chăm sóc
Giống chó săn Plott phù hợp với cuộc sống ở bên ngoài sân vườn, chúng không thích hợp để sống trong nhà, nên có một khu vực an toàn để rào chắn chỗ ở cho chúng. Là dòng chó săn tràn đầy năng lượng nên chúng cần phải vận động rất nhiều, nên cho chúng tập thể dục, đi dạo, chạy bộ và tham gia các hoạt động tập luyện hàng ngày. Chúng thích bơi lội và săn bắt.
Bộ lông ngắn của chúng khá dễ dàng để chăm sóc, chỉ cần chải lông và tắm gội khi cần thiết. Nên kiểm tra tai thường xuyên để đảm bảo vệ sinh và tránh bị nhiễm trùng tai. Không nên cho chúng ăn quá nhiều và vận động mạnh sau khi ăn bởi loài chó này rất dễ bị đau dạ dày.

## Sức khỏe
Giống chó Plott có tuổi thọ trung bình từ 11-13 năm, đây là dòng chó khỏe mạnh và ít bị bệnh tật. Chúng chỉ gặp phải một số vấn đề đáng lưu ý như chứng loạn sản xương hông của chó và dễ bị xoắn dạ dày.

## Lịch sử

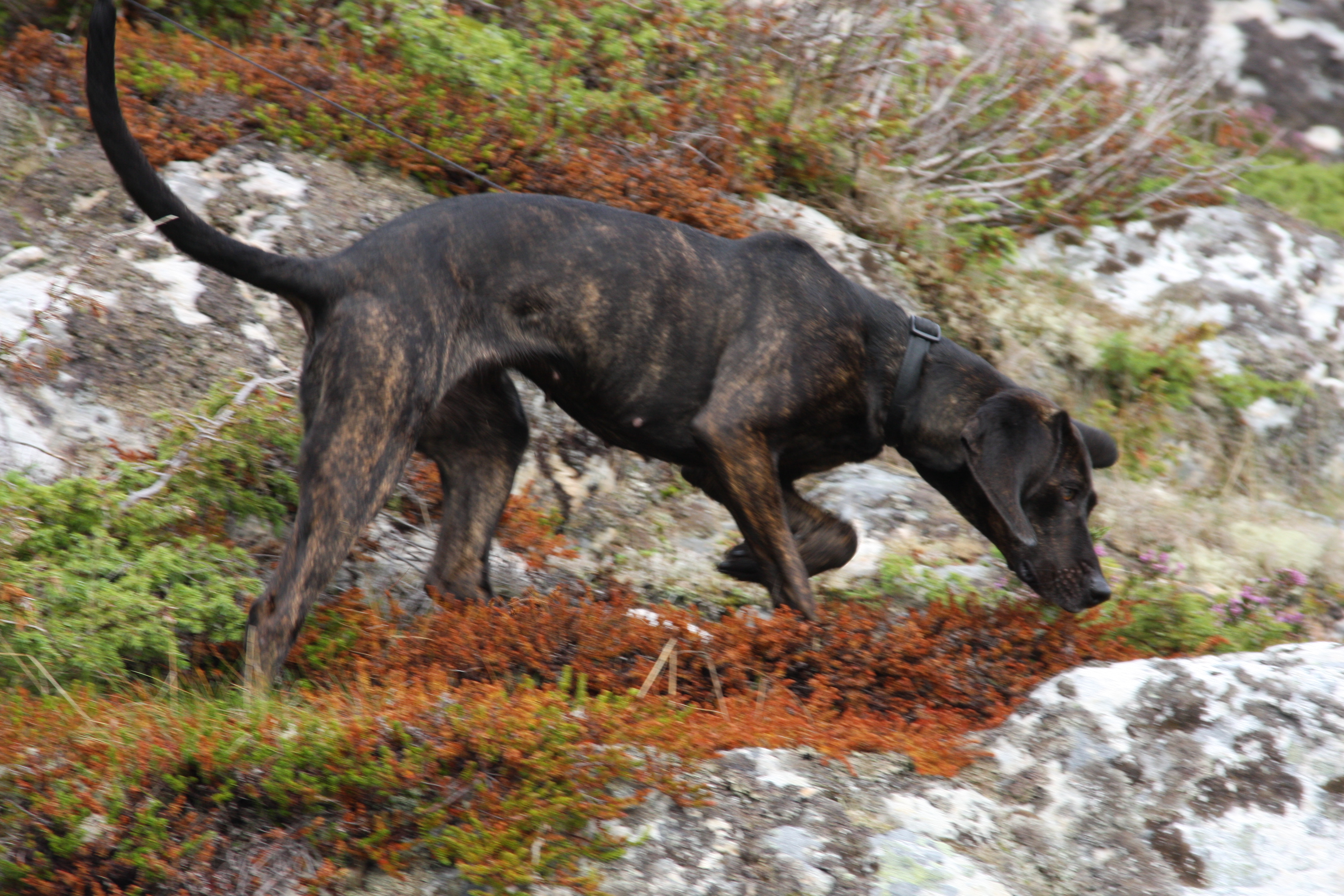
Chó săn Plott

Plott Balsams, một dãy núi ở Bắc Carolina, được đặt tên cho gia đình Plott, có tổ tiên, (Johannes) George Plott (c. 1733-1815), di cư đến Bắc Carolina vào cuối thế kỷ 18 từ Đức. Giống chó săn Plott cũng được đặt tên theo Plott.
Tổ tiên của chó săn Plott ngày nay được nuôi để săn lợn rừng ở Đức. Ban đầu từ Đức, năm 1750, Johannes "George" Plott di cư đến thuộc địa của Anh ở Bắc Carolina. Ông mang theo một vài con heo rừng hoang dã (năm con chó săn Hanoverian Hound, để săn gấu và heo rừng) cùng với ông. Những con chó này đã được tạo ra từ nhiều thế hệ. George và vợ của ông, Margaret gia đình họ định cư ở vùng núi phía tây Bắc Carolina. Mặc dù không có bằng chứng cho thấy Plott từng đến miền Tây Bắc Carolina, con trai ông Henry đã định cư ở đó khoảng 1801 đến 1810 (theo điều tra dân số) và chịu trách nhiệm về sự phát triển sau này của chó săn Plott.
Vào năm 1780, những chó săn Plott thuộc sở hữu của Henry Plott.

## Website chính thức
- Chó săn Plott trên DMOZ